# Dan Barry
Daniel Barry (Long Branch (New Jersey), 11 juli 1923 - 25 januari 1997) was een Amerikaans striptekenaar.
Barry studeerde aan de American Artist's School en ging daarna aan de slag als striptekenaar. Hij tekende voor verschillende comic books zoals Blue Bolt, Doc Savage en Blue Beetle. Hij diende vanaf 1943 in het Amerikaanse leger. Na zijn terugkeer in het burgerleven in 1946 tekende hij onder andere Commando Yank, Captain Midnight, The Heap, Daredevil en Crimebuster. Tussen 1947 en 1948 tekende hij de dagelijkse krantenstrip Tarzan. Tussen 1951 en 1967 tekende hij de dagelijkse krantenstrip Flash Gordon voor het agentschap King Features Syndicate. Daarna liet hij die strip over aan zijn assistent Ric Estrada om de zondagse strip van Flash Gordon over te nemen van Mac Raboy.
- Biblioteca Nacional de España: XX848170
- Gemeinsame Normdatei: 1132586984
- International Standard Name Identifier: 0000 0001 1445 8248
- Library of Congress Control Number: nr2005008085
- Nationale Bibliotheek van Tsjechië: osa2011625599
- Nederlandse Thesaurus van Auteursnamen: 068922132
- Istituto Centrale per il Catalogo Unico: SBLV252391
- Virtual International Authority File: 61500651
- WorldCat: E39PBJvCQt6FQcWqRwDxBBvfv3